# 머스캣 (포도)
머스캣(Muscat)은 포도(학명: Vitis vinifera)의 재배품종 가운데 하나이다. 전 세계적으로 포도주, 건포도, 생식용으로 널리 재배된다. 하얀색, 노란색, 분홍색, 검은색과 가까운 색 등 여러 가지 색을 띠고 있으며 포도와 포도주는 달콤한 꽃 향기를 낸다. 품종이 다양하기 때문에 가장 오래 재배된 포도 품종으로 여겨진다.

## 같이 보기
- 샤인머스캣